# Lithophyllum trinidadense
Lithophyllum trinidadense Lemoine, 1917 é o nome botânico de uma espécie de algas vermelhas pluricelulares do gênero Lithophyllum, família Corallinaceae.
- São algas marinhas encontradas na ilha de Trinidad.

## Sinonímia
- Não apresenta sinônimos.